# Rudolf Deeg
Rudolf Deeg (* 26. Januar 1967 in Rosenheim) ist ein deutscher Zauber- und Origamikünstler. 

## Leben
Deeg lernte in den 1980er Jahren bei Buchautor Manfred Bacher seine ersten Faltungen. Im Alter von 18 Jahren begann er mit der Zauberkunst und machte sich zum Jahrtausendwechsel als professioneller Zauberkünstler selbstständig. Seine Faszination für beeindruckende Kunst und Fingerfertigkeit brachte Deeg im Jahr 2004 zurück zum Origami. Inzwischen gehört er zu Deutschlands bekanntesten Origamikünstlern und ist auch international im Einsatz. Seine selbst designten Modelle werden hauptsächlich von der Tierwelt inspiriert. Seine Werke sind auf und in Büchern zu finden, illustrieren Zeitschriften und Magazine und kommen in Print- und TV-Werbung zum Einsatz.